# Mouriri duckeana
Mouriri duckeana är en tvåhjärtbladig växtart som beskrevs av Thomas Morley. Mouriri duckeana ingår i släktet Mouriri och familjen Melastomataceae. Inga underarter finns listade i Catalogue of Life.